# الفخار المصري القديم

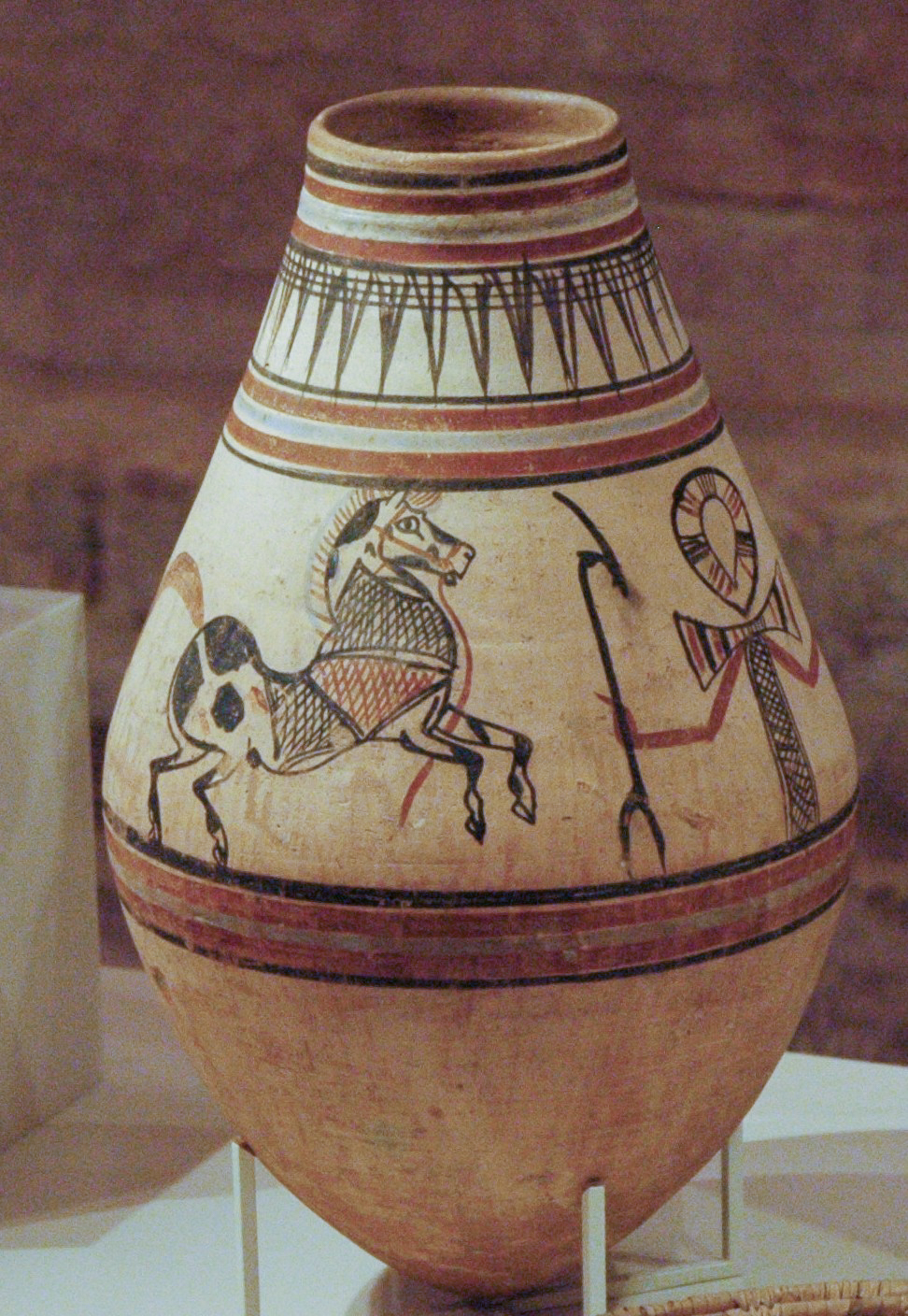
إناء كبير يصور حصانًا راكضًا من مصر القديمة، المملكة الحديثة، الأسرة الثامنة عشر، حوالي عام 1340 قبل الميلاد.

يشمل الفخار المصري القديم جميع الأشياء التي صُنعت من الصلصال المشوي في مصر القديمة، أولًا وقبل كل شيء، الخزف الذي استُخدم كأدوات منزلية لتحضير وتخزين وتقديم واستهلاك الطعام والمواد الغذائية والشراب والمواد الخام. تتضمن مثل هذه العناصر أكواب البيرة والنبيذ وأباريق الماء وقوالب الخبز ومشاعل النار والقناديل وحوامل الأواني المستديرة التي كانت شائعة الاستخدام في الأسر المصرية. تُستخدم الأنواع الأخرى من الفخار للطقوس الشعائرية. يوجد الخزف غالبًا على شكل مرفقات جنائزية.
يميز المتخصصون في الفخار المصري القديم بين الخزف المصنوع من صلصال النيل وذلك المصنوع من الصلصال الجيري، استنادًا إلى تكوين المواد الكيميائية والمعدنية وخصائص الخزف. ينتج صلصال النيل عن تآكل المواد في الجبال الإثيوبية، التي نقلها نهر النيل إلى مصر، ثم ترسب هذا الصلصال على ضفاف النيل في مصر منذ أواخر العصر البليستوسيني المتأخر بسبب الطوفان. الصلصال الجيري هو عبارة عن حجر أبيض مصفر ينشأ في رواسب الحجر الجيري. نشأت هذه الرواسب خلال العصر الحديث الأقرب، عندما جلبت المياه البدائية في النيل وروافد الرواسب إلى مصر لتترسب على الحافة الصحراوية.
يعتمد فهمنا لطبيعة وتنظيم صناعة الفخار المصري القديم على لوحات المقابر والنماذج والبقايا الأثرية وورش عمل الفخار. تتمثل سمة تطور الخزف المصري في أن الطرق الجديدة للإنتاج التي طُورت بمرور الوقت لم تُستبدل بالكامل بطرق أحدث لكنها وسعت المخزون بدلًا من ذلك، بحيث يكون لكل مجموعة من الأشياء في نهاية المطاف تقنية التصنيع الخاصة بها.
يُعد نظام فيينا نظامًا مهمًا لتصنيف الفخار المصري، والذي طُور من قبل دورثيا أرنولد ومانفريد بيوتاك وجانين براورا وهيلين وجان جاكيت وهانز آكل نوردستروم في اجتماع عُقد في فيينا عام 1980.
أثبت تسلسل الفخار المصري بأنه مفيد في التسلسل الزمني النسبي لمصر القديمة. اختُرعت هذه الطريقة من قبل فلندرز بيتري عام 1899، وهي تستند إلى التغيرات في أنواع الأوعية المختلفة وانتشارها وتدهورها مع مرور الوقت.

## المواد
إن فهم المواد الخام أمر ضروري لفهم تطور وإنتاجية ونمطية الخزف المصري، يُعتبر التمييز بين صلصال النيل والصلصال الجيري أمرًا أساسية، ويمكن اعتبار المزيج المؤلف من نوعين من الصلصال كمجموعة ثالثة.

### صلصال النيل
نتج صلصال النيل عن المواد الناتجة عن التعرية في الجبال الأثيوبية والتي نقلها نهر النيل إلى مصر. ترسب هذا الصلصال على ضفاف النيل في مصر منذ أواخر العصر البليستوسيني بسبب الطوفان. نتيجة لذلك، يمكن العثور على الرواسب بعيدة عن الفيضانات الحديثة وكذلك ضمن المنسوب الذي يغطيه الفيضان في العصر الحديث. من الناحية الكيميائية، يحتوي الصلصال على نسبة عالية من السيلسيوم ومستوى عال من أكسيد الحديد. من الناحية المتعلقة بعلم المعادن، يتكون من الميكا وصلصال الرواسب الغني بالإليث، ويحتوي أيضًا على أنواع عديدة من الرمل والجزيئات الحجرية التي جلبها مجرى نهر النيل. يحترق الصلصال بلهب أحمر أو بني عند شوائه في فرن غني بالأوكسجين، ويختلف لونه عندما لا يكون مشويًا ليتراوح بين الرمادي والقريب من الأسود.

### الصلصال الجيري
عُثر على الصلصال الجيري (أو «الصلصال الصحراوي») على طول وادي النيل، من إسنا إلى القاهرة في الواحات وعلى أطراف دلتا النيل، وهو عبارة عن حجر أبيض مصفر موجود في رواسب الحجر الجيري. نشأت هذه الرواسب في العصر البليستوسيني، عندما رسب نهر النيل البدائي وروافده هذا الصلصال في الأماكن التي كانت سابقًا عبارة عن صحراء. يتكون الصلصال الجيري من مجموعة من أنواع الصلصال على أساس مادتها الأساسية، التي تمتلك بشكل عام، نسبة منخفضة من السيلسيوم ومستوى من الكالسيوم أعلى بكثير. ومن أهم الأنواع الفرعية للصلصال الجيري:
- صلصال قنا: الرواسب الثانوية مثل تلك التي في وادي قنا. يأتي هذا الصلصال من الرواسب التي غُسلت أسفل الوادي وامتزجت مع الأردواز والحجر الجيري.
- الصلصال الجيري: من الأردواز والحجر الجيري الموجود على طول النيل بين إيسنا والقاهرة.

عادة ما يكون الصلصال الجيري ذا لون أبيض أو قشدي عند شوائه في فرن غني بالأوكسجين. تكشف الشقوق عن مناطق وردية أو برتقالية اللون، وهو غني بالأملاح المعدنية، وغالبًا ما يحتوي السطح الخارجي على طبقة رقيقة من الملح المجوّى الذي يشكل طبقة سطحية بيضاء عند حرقه، والتي يمكن أن يخطئ الشخص الغافل بينها وبين «التزجيج». تصبح هذه الطبقة في درجة حرارة (نحو 1000 درجة مئوية) زيتونية اللون وشبيهة بالتزجيج الأخضر.

## الإنتاج

### اختيار المواد
استند اختيار المواد إلى الظروف المحلية ووظيفة الشكل الذي يجري تصنيعه. استُخدم صلصال النيل بشكل أساسي للأواني الفخارية المنزلية والمستوعبات، وكذلك الخزف المستخدم للطقوس الشعائرية. استُخدم الصلصال الجيري بشكل أساسي لأدوات التخزين والزينة مثل الأواني التي تُصنع على هيئة أشكال مختلفة.

### جمع الصلصال
هناك معلومات دقيقة لكنها قليلة حول كيفية ومكان حصول الخزافين المصريين على المواد الخام، وكيفية تشغيل أفران الصلصال وكيف كانت تُنقل وتوكل لخزافين معينين. بشكل عام، يبدو أن الصلصال جاء من ثلاثة أماكن مختلفة: شاطئ النيل أو قنوات الري، والصحراء بالقرب من الحقول وتلال الصحراء نفسها. يُظهر رسم موجود في قبر رخميرع (TT100) العمال خلال عملية صنع كومة من الصلصال باستخدام المعاول من أجل صنع قرميد الصلصال. قد يكون الصلصال المستخدم لصناعة الفخار قد جُمع بطريقة مماثلة. يُظهر المشهد أيضًا أن صلصال النيل لم يؤخذ بالضرورة من الحقول. صُنعت أكوام من صلصال النيل خلال عملية حفر قنوات الري كما يزال يحدث اليوم.